# Turpilione
Turpilione (latino: Turpilio; ... – 409) è stato un generale romano.

## Biografia
Nel 408, dopo la condanna a morte di Stilicone, l'imperatore Onorio cambiò i comandanti dell'esercito romano che erano fedeli al defunto generale, mettendo al loro posto alcuni protetti dell'influente magister officiorum Olimpio: Turpilione fu nominato magister equitum (comandante della cavalleria), Varanes magister peditum (comandante della fanteria) e Vigilanzio comes domesticorum. Nel 409 Varanes tornò in Oriente per assumere la carica di console, e Turpilione gli succedette nella carica.
Con la morte di Olimpio, nel 409 Turpilione fu vittima della congiura del prefetto del pretorio Giovio e del comes domesticorum equitum Allobico: i due organizzarono una rivolta dell'esercito, con i soldati che richiedevano la rimozione dei propri generali (Turpilione e Vigilanzio); Onorio cedette alle pressioni, e Turpilione e Viglanzio furono mandati in esilio, ma uccisi sulla nave durante il viaggio da coloro che li accompagnavano per volere di Giovio.